# پارک ملی تازا
پارک ملی تازا (به عربی: الحدیقة الوطنیة تازة) یک پارک ملی در الجزایر است که در Jijel Province, Algeria واقع شده‌است.